# Az Amerikai Egyesült Államok az 1960. évi nyári olimpiai játékokon
Az Amerikai Egyesült Államok az olaszországi Rómában megrendezett 1960. évi nyári olimpiai játékok egyik részt vevő nemzete volt. Az országot az olimpián 17 sportágban 292 sportoló képviselte, akik összesen 71 érmet szereztek.

## Érmesek
| Érem  | Versenyző | Sportág       | Versenyszám                    |
| ----- | --- | ------------- | ------------------------------ |
| Arany | Otis Davis | Atlétika      | Férfi 400 m                    |
| Arany | Lee Calhoun | Atlétika      | Férfi 110 m gát                |
| Arany | Glenn Davis | Atlétika      | Férfi 400 m gát                |
| Arany | Glenn Davis Otis Davis Jack Yerman Earl Young | Atlétika      | Férfi 4 × 400 m váltó          |
| Arany | Don Bragg | Atlétika      | Férfi rúdugrás                 |
| Arany | Ralph Boston | Atlétika      | Férfi távolugrás               |
| Arany | Bill Nieder | Atlétika      | Férfi súlylökés                |
| Arany | Alfred Oerter | Atlétika      | Férfi diszkoszvetés            |
| Arany | Rafer Johnson | Atlétika      | Férfi tízpróba                 |
| Arany | Wilma Rudolph | Atlétika      | Női 100 m                      |
| Arany | Wilma Rudolph | Atlétika      | Női 200 m                      |
| Arany | Martha Hudson Barbara Jones Wilma Rudolph Lucinda Williams | Atlétika      | Női 4 × 100 m váltó            |
| Arany | Terrence McCann | Birkózás      | Szabadfogás, 57 kg             |
| Arany | Shelby Wilson | Birkózás      | Szabadfogás, 67 kg             |
| Arany | Douglas Blubaugh | Birkózás      | Szabadfogás, 73 kg             |
| Arany | Arthur Ayrault Ted Nash John Sayre Rusty Wailes | Evezés        | Férfi kormányos nélküli négyes |
| Arany | Nemzeti válogatott Jay Arnette Walt Bellamy Bob Boozer Terry Dischinger Burdette Haldorson Darrall Imhoff Allen Kelley Lester Lane Jerry Lucas Oscar Robertson Adrian Smith Jerry West | Kosárlabda    | Férfi                          |
| Arany | Gary Tobian | Műugrás       | Férfi egyéni műugrás           |
| Arany | Robert Webster | Műugrás       | Férfi egyéni toronyugrás       |
| Arany | Wilbert McClure | Ökölvívás     | Nagyváltósúly                  |
| Arany | Edward Crook | Ökölvívás     | Középsúly                      |
| Arany | Cassius Clay | Ökölvívás     | Félnehézsúly                   |
| Arany | William McMillan | Sportlövészet | Férfi gyorstüzelő pisztoly     |
| Arany | Charles Vinci | Súlyemelés    | 56 kg                          |
| Arany | William Mulliken | Úszás         | Férfi 200 m mell               |
| Arany | David Gillanders | Úszás         | Férfi 200 m pillangó           |
| Arany | Richard Blick Steve Clark William Darnton Jeffrey Farrell George Harrison Michael Troy Tom Winters                                                                                     | Úszás         | Férfi 4 × 200 m gyorsváltó     |
| Arany | Robert Bennett Steve Clark Jeffrey Farrell David Gillanders Paul Hait Lance Larson Frank McKinney                                                                                      | Úszás         | Férfi 4 × 100 m vegyes váltó   |
| Arany | Christine von Saltza | Úszás         | Női 400 m gyors                |
| Arany | Lynn Burke | Úszás         | Női 100 m hát                  |
| Arany | Carolyn Schuler | Úszás         | Női 100 m pillangó             |
| Arany | Molly Botkin Donna de Varona Susan Doerr Sylvia Ruuska Joan Spillane Shirley Stobs Christine von Saltza Carolyn Wood                                                                   | Úszás         | Női 4 × 100 m gyorsváltó       |
| Arany | Lynn Burke Patty Kempner Carolyn Schuler Joan Spillane Christine von Saltza Anne Warner Carolyn Wood                                                                                   | Úszás         | Női 4 × 100 m vegyes váltó     |
| Arany | James Hunt George O'Day David Smith | Vitorlázás    | 5,5 méteres                    |
| Ezüst | David Sime | Atlétika      | Férfi 100 m                    |
| Ezüst | Lester Carney | Atlétika      | Férfi 200 m                    |
| Ezüst | Willie May | Atlétika      | Férfi 110 m gát                |
| Ezüst | Clifton Cushman | Atlétika      | Férfi 400 m gát                |
| Ezüst | Ron Morris | Atlétika      | Férfi rúdugrás                 |
| Ezüst | Irvin Roberson | Atlétika      | Férfi távolugrás               |
| Ezüst | Parry O'Brien | Atlétika      | Férfi súlylökés                |
| Ezüst | Rink Babka | Atlétika      | Férfi diszkoszvetés            |
| Ezüst | Frank Chapot George H. Morris William Steinkraus | Lovaglás      | Csapat díjugratás              |
| Ezüst | Samuel Hall | Műugrás       | Férfi egyéni műugrás           |
| Ezüst | Gary Tobian | Műugrás       | Férfi egyéni toronyugrás       |
| Ezüst | Paula Jean Myers-Pope | Műugrás       | Női egyéni műugrás             |
| Ezüst | Paula Jean Myers-Pope | Műugrás       | Női egyéni toronyugrás         |
| Ezüst | James Enoc Hill | Sportlövészet | Férfi sportpuska, fekvő        |
| Ezüst | Isaac Berger | Súlyemelés    | 60 kg                          |
| Ezüst | Tommy Kono | Súlyemelés    | 75 kg                          |
| Ezüst | James George | Súlyemelés    | 82,5 kg                        |
| Ezüst | James Bradford | Súlyemelés    | +90 kg                         |
| Ezüst | Lance Larson | Úszás         | Férfi 100 m gyors              |
| Ezüst | Frank McKinney | Úszás         | Férfi 100 m hát                |
| Ezüst | Christine von Saltza | Úszás         | Női 100 m gyors                |
| Bronz | Hayes Jones | Atlétika      | Férfi 110 m gát                |
| Bronz | Richard Howard | Atlétika      | Férfi 400 m gát                |
| Bronz | John Thomas | Atlétika      | Férfi magasugrás               |
| Bronz | Dallas Long | Atlétika      | Férfi súlylökés                |
| Bronz | Dick Cochran | Atlétika      | Férfi diszkoszvetés            |
| Bronz | Earlene Brown | Atlétika      | Női súlylökés                  |
| Bronz | Richard Draeger Conn Findlay Kent Mitchell | Evezés        | Férfi kormányos kettes         |
| Bronz | Quincy Daniels | Ökölvívás     | Kisváltósúly                   |
| Bronz | Robert Beck | Öttusa        | Férfi egyéni                   |
| Bronz | Robert Beck Jack Daniels George Lambert | Öttusa        | Csapat                         |
| Bronz | Norbert Schemansky | Súlyemelés    | +90 kg                         |
| Bronz | George Breen | Úszás         | Férfi 1500 m gyors             |
| Bronz | Robert Bennett | Úszás         | Férfi 100 m hát                |
| Bronz | David Gillanders | Úszás         | Férfi 200 m pillangó           |
| Bronz | Robert Halperin William Parks | Vitorlázás    | Csillaghajó                    |
| Bronz | Albert Axelrod | Vívás         | Férfi tőr, egyéni              |

## Atlétika
Férfi
| Versenyző                                      | Versenyszám     | Előfutam | Előfutam | Negyeddöntő | Negyeddöntő | Elődöntő | Elődöntő | Döntő     | Döntő    |
| Versenyző                                      | Versenyszám     | Idő      | Hely.    | Idő         | Hely.       | Idő      | Hely.    | Idő       | Helyezés |
| ---------------------------------------------- | --------------- | -------- | -------- | ----------- | ----------- | -------- | -------- | --------- | -------- |
| Frank Budd                                     | 100 m           | 10,4     | 2.       | 10,4        | 1.          | 10,5     | 3.       | 10,3      | 5.       |
| David Sime                                     | 100 m           | 10,5     | 3.       | 10,3        | 2.          | 10,4     | 2.       | 10,2      |          |
| Ray Norton                                     | 100 m           | 10,7     | 1.       | 10,6        | 3.          | 10,4     | 3.       | 10,4      | 6.       |
| Ray Norton                                     | 200 m           | 21,2     | 1.       | 21,0        | 2.          | 20,7     | 2.       | 20,9      | 6.       |
| Lester Carney                                  | 200 m           | 21,1     | 1.       | 20,9        | 1.          | 21,1     | 3.       | 20,6      |          |
| Stone Johnson                                  | 200 m           | 21,7     | 1.       | 20,9        | 1.          | 20,8     | 3.       | 20,8      | 5.       |
| Otis Davis                                     | 400 m           | 46,8     | 1.       | 45,9        | 1.          | 45,5     | 1.       | 44,9      |          |
| Jack Yerman                                    | 400 m           | 47,2     | 1.       | 46,4        | 1.          | 48,9     | 6.       | kiesett   | kiesett  |
| Earl Young                                     | 400 m           | 47,6     | 2.       | 46,1        | 1.          | 46,1     | 3.       | 45,9      | 6.       |
| Ernie Cunliffe                                 | 800 m           | 1:48,8   | 3.       | 1:49,7      | 2.          | 1:50,8   | 6.       | kiesett   | kiesett  |
| Tom Murphy                                     | 800 m           | 1:52,1   | 1.       | 1:48,0      | 1.          | 1:48,2   | 6.       | kiesett   | kiesett  |
| Jerry Siebert                                  | 800 m           | 1:48,9   | 2.       | 1:51,3      | 3.          | 1:48,0   | 4.       | kiesett   | kiesett  |
| Dyrol Burleson                                 | 1500 m          | 3:42,2   | 3.       |             |             |          |          | 3:40,9    | 6.       |
| Pete Close                                     | 1500 m          | 3:50,2   | 9.       |             |             |          |          | kiesett   | kiesett  |
| Jim Grelle                                     | 1500 m          | 3:43,5   | 2.       |             |             |          |          | 3:45,0    | 8.       |
| Jim Beatty                                     | 5000 m          | 14:43,8  | 9.       |             |             |          |          | kiesett   | kiesett  |
| Bill Dellinger                                 | 5000 m          | 14:08,6  | 4.       |             |             |          |          | kiesett   | kiesett  |
| Bob Soth                                       | 5000 m          | 14:40,4  | 7.       |             |             |          |          | kiesett   | kiesett  |
| Max Truex                                      | 10 000 m        |          | 28:50,2  | 6.          |             |          |          |           |          |
| Lee Calhoun                                    | 110 m gát       | 14,3     | 1.       | 14,1        | 1.          | 13,7     | 1.       | 13,8      |          |
| Hayes Jones                                    | 110 m gát       | 14,2     | 1.       | 14,1        | 1.          | 14,1     | 2.       | 14,0      |          |
| Willie May                                     | 110 m gát       | 14,0     | 1.       | 13,8        | 1.          | 13,7     | 1.       | 13,8      |          |
| Clifton Cushman                                | 400 m gát       | 51,8     | 1.       |             | 50,8        | 1.       | 49,6     |           |          |
| Glenn Davis                                    | 400 m gát       | 52,2     | 2.       |             | 51,1        | 1.       | 49,3     |           |          |
| Richard Howard                                 | 400 m gát       | 51,2     | 2.       |             | 50,8        | 2.       | 49,7     |           |          |
| Phil Coleman                                   | 3000 m akadály  | 8:56,6   | 5.       |             |             |          |          | kiesett   | kiesett  |
| Deacon Jones                                   | 3000 m akadály  | 8:49,2   | 2.       |             |             |          |          | 9:18,2    | 7.       |
| George Young                                   | 3000 m akadály  | 8:50,8   | 4.       |             |             |          |          | kiesett   | kiesett  |
| Alex Breckenridge                              | Maraton         |          |          |             |             |          |          | 2:29:38,0 | 30.      |
| John J. Kelley                                 | Maraton         |          |          |             |             |          |          | 2:24:58,0 | 19.      |
| Gordon McKenzie                                | Maraton         |          |          |             |             |          |          | 2:35:16,0 | 48.      |
| Rudy Haluza                                    | 20 km gyaloglás |          |          |             |             |          |          | 1:45:11,0 | 24.      |
| Bob Mimm                                       | 20 km gyaloglás |          |          |             |             |          |          | 1:45:09,0 | 23.      |
| Ron Zinn                                       | 20 km gyaloglás |          |          |             |             |          |          | 1:42:47,0 | 19.      |
| John Allen                                     | 50 km gyaloglás |          |          |             |             |          |          | 5:03:15,2 | 24.      |
| Ron Laird                                      | 50 km gyaloglás |          |          |             |             |          |          | 4:53:21,6 | 19.      |
| Bruce MacDonald                                | 50 km gyaloglás |          |          |             |             |          |          | 5:00:47,6 | 23.      |
| Frank Budd Ray Norton Stone Johnson David Sime | 4 × 100 m váltó | 39,7     | 1.       |             | 39,7        | 1.       | kizárták | kizárták  |          |
| Jack Yerman Earl Young Glenn Davis Otis Davis  | 4 × 400 m váltó | 3:10,4   | 1.       |             | 3:08,4      | 1.       | 3:02,2   |           |          |

| Versenyző       | Versenyszám   | Selejtező | Selejtező | Döntő    | Döntő    |
| Versenyző       | Versenyszám   | Eredmény  | Helyezés  | Eredmény | Helyezés |
| --------------- | ------------- | --------- | --------- | -------- | -------- |
| Charles Dumas   | Magasugrás    | 200 cm    | =15.      | 203 cm   | 6.       |
| Joe Faust       | Magasugrás    | 200 cm    | =15.      | 195 cm   | 17.      |
| John Thomas     | Magasugrás    | 200 cm    | 1.        | 214 cm   |          |
| Don Bragg       | Rúdugrás      | 440 cm    | 3.        | 470 cm   |          |
| Dave Clark      | Rúdugrás      | 420 cm    | =18.      | kiesett  | kiesett  |
| Ron Morris      | Rúdugrás      | 430 cm    | 11.       | 460 cm   |          |
| Ralph Boston    | Távolugrás    | 760 cm    | 6.        | 812 cm   |          |
| Irvin Roberson  | Távolugrás    | 781 cm    | 1.        | 811 cm   |          |
| Anthony Watson  | Távolugrás    | 732 cm    | 20.       | kiesett  | kiesett  |
| Ira Davis       | Hármasugrás   | 15,64 m   | 12.       | 16,41 m  | 4.       |
| Bill Sharpe     | Hármasugrás   | 15,44 m   | 17.       | kiesett  | kiesett  |
| Herman Stokes   | Hármasugrás   | 14,74 m   | 28.       | kiesett  | kiesett  |
| Dallas Long     | Súlylökés     | 17,65 m   | =1.       | 19,01 m  |          |
| Bill Nieder     | Súlylökés     | 17,14 m   | 7.        | 19,68 m  |          |
| Parry O'Brien   | Súlylökés     | 17,29 m   | 4.        | 19,11 m  |          |
| Rink Babka      | Diszkoszvetés | 54,48 m   | 4.        | 58,02 m  |          |
| Dick Cochran    | Diszkoszvetés | 53,79 m   | 7.        | 57,16 m  |          |
| Alfred Oerter   | Diszkoszvetés | 58,43 m   | 1.        | 59,18 m  |          |
| Ed Bagdonas     | Kalapácsvetés | 59,48 m   | 19.       | kiesett  | kiesett  |
| Harold Connolly | Kalapácsvetés | 63,02 m   | 5.        | 63,59 m  | 8.       |
| Al Hall         | Kalapácsvetés | 60,76 m   | 12.       | 59,76 m  | 14.      |
| William Alley   | Gerelyhajítás | 68,66 m   | 23.       | kiesett  | kiesett  |
| Terry Beucher   | Gerelyhajítás | 68,11 m   | 25.       | kiesett  | kiesett  |
| Al Cantello     | Gerelyhajítás | 79,72 m   | 2.        | 74,70 m  | 10.      |

| Versenyző     | Versenyszám | 100 m | 100 m | Távolugrás | Távolugrás | Súlylökés | Súlylökés | Magasugrás       | Magasugrás       | 400 m         | 400 m         | 110 m gát     | 110 m gát     | Diszkoszvetés | Diszkoszvetés | Rúdugrás         | Rúdugrás         | Gerelyhajítás | Gerelyhajítás | 1500 m        | 1500 m        | Végeredmény   | Végeredmény   |
| Versenyző     | Versenyszám | Idő   | Pont  | Eredmény   | Pont       | Eredmény  | Pont      | Eredmény         | Pont             | Idő           | Pont          | Idő           | Pont          | Eredmény      | Pont          | Eredmény         | Pont             | Eredmény      | Pont          | Idő           | Pont          | Pont          | Helyezés      |
| ------------- | ----------- | ----- | ----- | ---------- | ---------- | --------- | --------- | ---------------- | ---------------- | ------------- | ------------- | ------------- | ------------- | ------------- | ------------- | ---------------- | ---------------- | ------------- | ------------- | ------------- | ------------- | ------------- | ------------- |
| Dave Edstrom  | Tízpróba    | 11,4  | 768   | 639 cm     | 610        | 13,59 m   | 729       | nem állt rajthoz | nem állt rajthoz | nem ért célba | nem ért célba | nem ért célba | nem ért célba | nem ért célba | nem ért célba | nem ért célba    | nem ért célba    | nem ért célba | nem ért célba | nem ért célba | nem ért célba | nem ért célba | nem ért célba |
| Rafer Johnson | Tízpróba    | 10,9  | 948   | 735 cm     | 906        | 15,82 m   | 976       | 185 cm           | 832              | 48,3          | 985           | 15,3          | 740           | 48,49 m       | 894           | 410 cm           | 795              | 69,76 m       | 980           | 4:49,7        | 336           | 8392          |               |
| Phil Mulkey   | Tízpróba    | 11,5  | 737   | 687 cm     | 746        | 14,10 m   | 780       | 183 cm           | 806              | 52,2          | 690           | 18,1          | 283           | 34,12 m       | 473           | nem állt rajthoz | nem állt rajthoz | nem ért célba | nem ért célba | nem ért célba | nem ért célba | nem ért célba | nem ért célba |

Női
| Versenyző                                                  | Versenyszám     | Előfutam | Előfutam | Negyeddöntő | Negyeddöntő | Elődöntő | Elődöntő | Döntő   | Döntő    |
| Versenyző                                                  | Versenyszám     | Idő      | Hely.    | Idő         | Hely.       | Idő      | Hely.    | Idő     | Helyezés |
| ---------------------------------------------------------- | --------------- | -------- | -------- | ----------- | ----------- | -------- | -------- | ------- | -------- |
| Martha Hudson                                              | 100 m           | 12,2     | 4.       | 12,2        | 4.          | kiesett  | kiesett  | kiesett | kiesett  |
| Barbara Jones                                              | 100 m           | 11,8     | 2.       | 11,9        | 2.          | 11,7     | 4.       | kiesett | kiesett  |
| Wilma Rudolph                                              | 100 m           | 11,5     | 1.       | 11,5        | 1.          | 11,3     | 1.       | 11,0    |          |
| Wilma Rudolph                                              | 200 m           | 23,2     | 1.       |             | 23,7        | 1.       | 24,0     |         |          |
| Ernestine Pollards                                         | 200 m           | 24,5     | 4.       |             | kiesett     | kiesett  | kiesett  | kiesett |          |
| Lucinda Williams                                           | 200 m           | 24,0     | 2.       |             | 25,0        | 5.       | kiesett  | kiesett |          |
| Pat Daniels-Winslow                                        | 800 m           | kizárták | kizárták |             |             |          |          | kiesett | kiesett  |
| Shirley Crowder                                            | 80 m gát        | 12,3     | 4.       |             | kiesett     | kiesett  | kiesett  | kiesett |          |
| Irene Robertson                                            | 80 m gát        | 11,6     | 5.       |             | kiesett     | kiesett  | kiesett  | kiesett |          |
| Jo Ann Terry-Grissom                                       | 80 m gát        | 11,4     | 4.       |             | kiesett     | kiesett  | kiesett  | kiesett |          |
| Martha Hudson Lucinda Williams Barbara Jones Wilma Rudolph | 4 × 100 m váltó | 44,4     | 1.       |             |             |          |          | 44,5    |          |

| Versenyző              | Versenyszám   | Selejtező                | Selejtező                | Döntő    | Döntő    |
| Versenyző              | Versenyszám   | Eredmény                 | Helyezés                 | Eredmény | Helyezés |
| ---------------------- | ------------- | ------------------------ | ------------------------ | -------- | -------- |
| Barbara Brown          | Magasugrás    | 150 cm                   | =21.                     | kiesett  | kiesett  |
| Jean Gaertner          | Magasugrás    | 150 cm                   | =21.                     | kiesett  | kiesett  |
| Neomia Rogers          | Magasugrás    | 165 cm                   | =7.                      | 165 cm   | 14.      |
| Annie Smith            | Távolugrás    | érvényes kísérlet nélkül | érvényes kísérlet nélkül | kiesett  | kiesett  |
| Willye White           | Távolugrás    | 607 cm                   | 6.                       | 577 cm   | 16.      |
| Earlene Brown          | Súlylökés     | 16,15 m                  | 1.                       | 16,42 m  |          |
| Earlene Brown          | Diszkoszvetés | 51,17 m                  | 4.                       | 51,29 m  | 6.       |
| Olga Fikotová-Connolly | Diszkoszvetés | 48,32 m                  | 10.                      | 50,95 m  | 7.       |
| Pamela Kurrell         | Diszkoszvetés | 43,23 m                  | 19.                      | kiesett  | kiesett  |
| Karen Anderson         | Gerelyhajítás | 50,62 m                  | 4.                       | 46,52 m  | 13.      |

## Birkózás
Kötöttfogású
| Versenyző         | Versenyszám | 1. forduló                              | 1. forduló | 1. forduló | 2. forduló                          | 2. forduló | 2. forduló | 3. forduló                       | 3. forduló | 3. forduló | 4. forduló                       | 4. forduló | 4. forduló | 5. forduló        | 5. forduló | 5. forduló | 6. forduló        | 6. forduló | 6. forduló | Döntő             | Döntő   | Döntő   | Helyezés |
| Versenyző         | Versenyszám | Ellenfél Eredmény                       | Pont       | Hely.      | Ellenfél Eredmény                   | Pont       | Hely.      | Ellenfél Eredmény                | Pont       | Hely.      | Ellenfél Eredmény                | Pont       | Hely.      | Ellenfél Eredmény | Pont       | Hely.      | Ellenfél Eredmény | Pont       | Hely.      | Ellenfél Eredmény | Pont    | Hely.   | Helyezés |
| ----------------- | ----------- | --------------------------------------- | ---------- | ---------- | ----------------------------------- | ---------- | ---------- | -------------------------------- | ---------- | ---------- | -------------------------------- | ---------- | ---------- | ----------------- | ---------- | ---------- | ----------------- | ---------- | ---------- | ----------------- | ------- | ------- | -------- |
| John Wilson       | 52 kg       | Dumitru Pîrvulescu (ROU) · 3-1          | 3          | =12.       | Ivan Kocsergin (URS) · 2-2          | 5          | =12.       | Franz Burkhard (SUI) · kétvállas | 5          | =7.        | Takashi Hirata (JPN) · kétvállas | 9          | 9.         |                   |            |            |                   |            |            | kiesett           | kiesett | kiesett | 9.       |
| Larry Lauchle     | 57 kg       | Icsigucsi Maszamicu (JPN) · kétvállas   | 4          | =24.       | Yaşar Yılmaz (TUR) · kétvállas      | 8          | =25.       | kiesett                          | kiesett    | kiesett    | kiesett                          | kiesett    | kiesett    | kiesett           | kiesett    | kiesett    |                   |            |            | kiesett           | kiesett | kiesett | 25.      |
| Lee Allen         | 62 kg       | José António Gregório (POR) · kétvállas | 0          | =1.        | Rahal Mahassine (MAR) · 1-3         | 1          | =3.        | Hossein Ebrahimian (IRI) · 3-1   | 4          | =8.        | Vojtech Tóth (TCH) · 3-1         | 7          | 8.         | kiesett           | kiesett    | kiesett    | kiesett           | kiesett    | kiesett    | kiesett           | kiesett | kiesett | 8.       |
| Ben Northrup      | 67 kg       | Kyösti Lehtonen (FIN) · 3-1             | 3          | =13.       | Avtandil Koridse (URS) · 3-1        | 6          | =18.       | kiesett                          | kiesett    | kiesett    | kiesett                          | kiesett    | kiesett    | kiesett           | kiesett    | kiesett    |                   |            |            | kiesett           | kiesett | kiesett | 17.      |
| Fritz Fivian      | 73 kg       | Günter Maritschnigg (EUA) · 3-1         | 3          | =16.       | Kiril Petkov (BUL) · 3-1            | 6          | =20.       | kiesett                          | kiesett    | kiesett    | kiesett                          | kiesett    | kiesett    | kiesett           | kiesett    | kiesett    | kiesett           | kiesett    | kiesett    | kiesett           | kiesett | kiesett | 20.      |
| Russell Camilleri | 79 kg       | Charles Berthoud (SUI) · 1-3            | 1          | =6.        | Helmut Längle (AUT) · kétvállas     | 1          | =2.        | Yacoub Romanos (LIB) · 2-2       | 3          | =4.        | Lothar Metz (EUA) · kétvállas    | 7          | =7.        | kiesett           | kiesett    | kiesett    | kiesett           | kiesett    | kiesett    | kiesett           | kiesett | kiesett | 8.       |
| Howard George     | 87 kg       | Givi Kartozija (URS) · 3-1              | 3          | =10.       | Herbert Albrecht (EUA) · 3-1        | 6          | =12.       | kiesett                          | kiesett    | kiesett    | kiesett                          | kiesett    | kiesett    | kiesett           | kiesett    | kiesett    |                   |            |            | kiesett           | kiesett | kiesett | 12.      |
| Dale Lewis        | +87 kg      | Kozma István (HUN) · 3-1                | 3          | =7.        | Adelmo Bulgarelli (ITA) · kétvállas | 7          | 11         | kiesett                          | kiesett    | kiesett    |                                  |            |            |                   |            |            |                   |            |            | kiesett           | kiesett | kiesett | 11.      |

Szabadfogású
| Versenyző        | Versenyszám | 1. forduló                         | 1. forduló | 1. forduló | 2. forduló                         | 2. forduló | 2. forduló | 3. forduló                      | 3. forduló | 3. forduló | 4. forduló                         | 4. forduló | 4. forduló | 5. forduló                        | 5. forduló | 5. forduló | 6. forduló        | 6. forduló | 6. forduló | Döntő                                                       | Döntő   | Döntő   | Helyezés |
| Versenyző        | Versenyszám | Ellenfél Eredmény                  | Pont       | Hely.      | Ellenfél Eredmény                  | Pont       | Hely.      | Ellenfél Eredmény               | Pont       | Hely.      | Ellenfél Eredmény                  | Pont       | Hely.      | Ellenfél Eredmény                 | Pont       | Hely.      | Ellenfél Eredmény | Pont       | Hely.      | Ellenfél Eredmény                                           | Pont    | Hely.   | Helyezés |
| ---------------- | ----------- | ---------------------------------- | ---------- | ---------- | ---------------------------------- | ---------- | ---------- | ------------------------------- | ---------- | ---------- | ---------------------------------- | ---------- | ---------- | --------------------------------- | ---------- | ---------- | ----------------- | ---------- | ---------- | ----------------------------------------------------------- | ------- | ------- | -------- |
| Gray Simons      | 52 kg       | Bengt Frännfors (SWE) · kétvállas  | 0          | =1.        | Ahmet Bilek (TUR) · kétvállas      | 4          | =10.       | Jorge Rosado (MEX) · kétvállas  | 4          | =6.        | Ali Aliyev (URS) · 1-3             | 5          | 6.         | Macubara Maszajuki (JPN) · 3-1    | 8          | =5.        | kiesett           | kiesett    | kiesett    | kiesett                                                     | kiesett | kiesett | 5.       |
| Terrence McCann  | 57 kg       | Edvin Vesterby (SWE) · 1-3         | 1          | =6.        | Paul Hänni (SUI) · kétvállas       | 1          | 4.         | Eduardo Campbell (PAN) · 1-3    | 2          | 3.         | Tauno Jaskari (FIN) · 3-1          | 5          | =5.        | Mihail Sahov (URS) · kétvállas    | 5          | 3.         |                   |            |            | Tadeusz Trojanowski (POL) · 1-3 · Nezsdet Zalev (BUL) · 1-3 | 7       | 1.      |          |
| Louis Giani      | 62 kg       | Angelo Gelsomini (ITA) · kétvállas | 0          | =1.        | Mohammad Khadem (IRI) · 3-1        | 3          | =6.        | Kasim Ahmed Sayed (IRQ) · 1-3   | 4          | =7.        | visszalépett                       | 4          | 9.         | kiesett                           | kiesett    | kiesett    | kiesett           | kiesett    | kiesett    | kiesett                                                     | kiesett | kiesett | 9.       |
| Shelby Wilson    | 67 kg       | Parkash Gian (IND) · 1-3           | 1          | =4.        | Martti Peltoniemi (FIN) · 1-3      | 2          | =6.        | Kazuo Abe (JPN) · 1-3           | 3          | =3.        | Vlagyimir Szinyavszkij (URS) · 1-3 | 4          | =3.        | erőnyerő                          | 4          | 1.         |                   |            |            | Moustafa Tajiki (IRI) · 1-3                                 | 5       | 1.      |          |
| Douglas Blubaugh | 73 kg       | Kurt Boese (CAN) · kétvállas       | 0          | =1.        | Karl Bruggmann (SUI) · kétvállas   | 0          | =1.        | Juan Rolón (ARG) · visszalépett | 0          | 1.         | Åke Carlsson (SWE) · kétvállas     | 0          | 1.         | Imam-Ali Habibi (IRI) · kétvállas | 0          | 1.         |                   |            |            | İsmail Oğan (TUR) · 1-3 · Muhammed Bashir (PAK) · kétvállas | 1       | 1.      |          |
| Ed DeWitt        | 79 kg       | Germano Caraffini (ITA) · 1-3      | 1          | 9.         | Henri Mottier (SUI) · kétvállas    | 1          | =3.        | Georgij Szhirtladze (URS) · 1-3 | 2          | 1.         | Georg Utz (EUA) · 1-3              | 3          | 1.         |                                   |            |            |                   |            |            | Hasan Güngör (TUR) · kétvállas                              | 7       | 4.      | 4.       |
| Daniel Brand     | 87 kg       | Maurice Jacquel (FRA) · kétvállas  | 0          | =1.        | Kavano Sunicsi (JPN) · kétvállas   | 4          | 10.        | Manie van Zyl (RSA) · kétvállas | 4          | 5.         | erőnyerő                           | 4          | =3.        | Anatolij Albul (URS) · 3-1        | 7          | 5.         |                   |            |            | kiesett                                                     | kiesett | kiesett | 5.       |
| William Kerslake | +87 kg      | Reznák János (HUN) · 3-1           | 3          | 10.        | Kenneth Richmond (GBR) · kétvállas | 3          | =7.        | Ljutvi Ahmedov (BUL) · 2-2      | 5          | 8.         | Hamit Kaplan (TUR) · 3-1           | 8          | 8.         | kiesett                           | kiesett    | kiesett    |                   |            |            | kiesett                                                     | kiesett | kiesett | 8.       |

## Evezés
| Versenyző | Versenyszám              | Előfutam | Előfutam | Vigaszág | Vigaszág | Elődöntő | Elődöntő | Döntő   | Döntő   | Helyezés    |
| Versenyző | Versenyszám              | Idő      | Hely.    | Idő      | Hely.    | Idő      | Hely.    | Idő     | Hely.   | Helyezés    |
| --- | ------------------------ | -------- | -------- | -------- | -------- | -------- | -------- | ------- | ------- | ----------- |
| Harry Parker | Egypárevezős             | 7:26,88  | 3.       | 7:29,86  | 1.       |          |          | 7:29,26 | 5.      | 5.          |
| John B. Kelly, Jr. William Knecht                                                                                                  | Kétpárevezős             | 6:51,92  | 4.       | 6:55,24  | 4.       |          |          | kiesett | kiesett | helyezetlen |
| Bob Rogers Ted Frost | Kormányos nélküli kettes | 7:07,75  | 2.       | 7:14,16  | 1.       | 7:31,11  | 3.       | 7:17,08 | 5.      | 5.          |
| Conn Findlay Richard Draeger Kent Mitchell (kormányos)                                                                             | Kormányos kettes         | 7:39,50  | 2.       | 7:39,00  | 1.       |          |          | 7:34,58 | 3.      |             |
| Arthur Ayrault Ted Nash John Sayre Rusty Wailes                                                                                    | Kormányos nélküli négyes | 6:29,67  | 2.       | 6:24,84  | 1.       |          |          | 6:26,26 | 1.      |             |
| Monte Stocker Chuck Alm Mike Yonker Roy Rubin Armin Seiffert (kormányos)                                                           | Kormányos négyes         | 6:49,62  | 2.       | 6:49,78  | 1.       | 7:06,25  | 4.       | kiesett | kiesett | helyezetlen |
| Mark Moore Skip Sweetser Gayle Thompson Joe Baldwin Peter Bos Howard Winfree Robert Wilson Lyman S. Perry William Long (kormányos) | Nyolcas                  | 6:07,69  | 2.       | 6:31,77  | 1.       |          |          | 6:08,06 | 5.      | 5.          |

## Kajak-kenu
Férfi
| Versenyző                                                   | Versenyszám           | Előfutam | Előfutam | Vigaszág | Vigaszág | Elődöntő | Elődöntő | Döntő   | Döntő    |
| Versenyző                                                   | Versenyszám           | Idő      | Hely.    | Idő      | Hely.    | Idő      | Hely.    | Idő     | Helyezés |
| ----------------------------------------------------------- | --------------------- | -------- | -------- | -------- | -------- | -------- | -------- | ------- | -------- |
| Paul Beachem                                                | Kajak egyes 1000 m    | 4:18,64  | 7.       | 4:18,17  | 3.       | 4:15,10  | 5.       | kiesett | kiesett  |
| Kenneth Wilson John Wolters                                 | Kajak kettes 1000 m   | 3:49,96  | 6.       | 3:52,15  | 2.       | 4:01,46  | 6.       | kiesett | kiesett  |
| Russell Dermond Charles Lundmark Robert O'Brien John Pagkos | Kajak váltó 4 × 500 m | 8:29,21  | 5.       | 8:18,51  | 3.       | kiesett  | kiesett  | kiesett | kiesett  |
| Frank Havens                                                | Kenu egyes 1000 m     | 5:19,40  | 7.       | 5:13,34  | 4.       | kiesett  | kiesett  | kiesett | kiesett  |
| Arnold Demus Richard Moran                                  | Kenu kettes 1000 m    | 4:59,15  | 5.       | kizárták | kizárták |          |          | kiesett | kiesett  |

Női
| Versenyző                    | Versenyszám        | Előfutam | Előfutam | Vigaszág | Vigaszág | Elődöntő | Elődöntő | Döntő   | Döntő    |
| Versenyző                    | Versenyszám        | Idő      | Hely.    | Idő      | Hely.    | Idő      | Hely.    | Idő     | Helyezés |
| ---------------------------- | ------------------ | -------- | -------- | -------- | -------- | -------- | -------- | ------- | -------- |
| Glorianne Perrier            | Kajak egyes 500 m  | 2:23,00  | 7.       | 2:21,20  | 4.       | kiesett  | kiesett  | kiesett | kiesett  |
| Mary Ann DuChai Diane Jerome | Kajak kettes 500 m | 2:15,51  | 5.       | 2:21,13  | 5.       |          |          | kiesett | kiesett  |

## Kerékpározás

### Országúti kerékpározás
| Versenyző                                              | Versenyszám     | Idő              | Helyezés |
| ------------------------------------------------------ | --------------- | ---------------- | -------- |
| Wesley Chowen                                          | Mezőnyverseny   | 4:31:12 (+10:35) | 66.      |
| Michael Hiltner                                        | Mezőnyverseny   | 4:20:57 (+0:20)  | 24.      |
| Bob Tetzlaff                                           | Mezőnyverseny   | 4:35:56 (+15:19) | 75.      |
| Lars Zebroski                                          | Mezőnyverseny   | 4:28:40 (+8:03)  | 64.      |
| Wesley Chowen Bill Freund Michael Hiltner Bob Tetzlaff | Csapat időfutam | 2:24:00,97       | 11.      |

### Pálya-kerékpározás
Sprintverseny
| Versenyző       | Versenyszám  | 1. forduló                                        | 1. forduló | Vigaszág selejtező               | Vigaszág selejtező | Vigaszág döntő                                      | Vigaszág döntő | Nyolcaddöntő           | Nyolcaddöntő | Vigaszág selejtező     | Vigaszág selejtező | Vigaszág döntő       | Vigaszág döntő | Negyeddöntő          | Elődöntő             | Döntő                | Helyezés    |
| Versenyző       | Versenyszám  | Ellenfelek Győztes idő                            | Hely.      | Ellenfél Győztes idő             | Hely.              | Ellenfelek Győztes idő                              | Hely.          | Ellenfelek Győztes idő | Hely.        | Ellenfelek Győztes idő | Hely.              | Ellenfél Győztes idő | Hely.          | Ellenfél Győztes idő | Ellenfél Győztes idő | Ellenfél Győztes idő | Helyezés    |
| --------------- | ------------ | ------------------------------------------------- | ---------- | -------------------------------- | ------------------ | --------------------------------------------------- | -------------- | ---------------------- | ------------ | ---------------------- | ------------------ | -------------------- | -------------- | -------------------- | -------------------- | -------------------- | ----------- |
| Herbert Francis | Férfi egyéni | André Gruchet (FRA) · Muhammad Ashiq (PAK) · 11,6 | 2.         | Abdul Razzaq Baloch (PAK) · 12,1 | 1.                 | Piet van der Touw (NED) · Clyde Rimple (BWI) · 11,9 | 3.             | kiesett                | kiesett      | kiesett                | kiesett            | kiesett              | kiesett        | kiesett              | kiesett              | kiesett              | helyezetlen |
| Jackie Simes    | Férfi egyéni | August Rieke (EUA) · Paul Nyman (FIN) · 11,9      | 2.         | Arie de Graaf (NED) · 11,6       | 2.                 | kiesett                                             | kiesett        | kiesett                | kiesett      | kiesett                | kiesett            | kiesett              | kiesett        | kiesett              | kiesett              | kiesett              | helyezetlen |

Időfutam
| Versenyző  | Versenyszám  | Idő     | Helyezés |
| ---------- | ------------ | ------- | -------- |
| Allen Bell | Férfi egyéni | 1:11,33 | 13.      |

Tandem
| Versenyző                | Versenyszám     | 1. forduló                                      | Vigaszág selejtező   | Vigaszág döntő       | Negyeddöntő                                                            | Elődöntő             | Döntő                | Helyezés |
| Versenyző                | Versenyszám     | Ellenfél Győztes idő                            | Ellenfél Győztes idő | Ellenfél Győztes idő | Ellenfél Győztes idő                                                   | Ellenfél Győztes idő | Ellenfél Győztes idő | Helyezés |
| ------------------------ | --------------- | ----------------------------------------------- | -------------------- | -------------------- | ---------------------------------------------------------------------- | -------------------- | -------------------- | -------- |
| Jack Hartman David Sharp | Férfi kétüléses | Svájc (SUI) · Peter Vogel · Peter Hirzel · 11,3 |                      |                      | Olaszország (ITA) · Giuseppe Beghetto · Sergio Bianchetto · 10,2, 10,5 | kiesett              | kiesett              | 5.       |

Üldözőverseny
| Versenyző                                              | Versenyszám  | Selejtező       | Selejtező | Selejtező | Negyeddöntő  | Negyeddöntő | Negyeddöntő | Elődöntő     | Elődöntő  | Elődöntő | Döntő        | Döntő     | Helyezés    |
| Versenyző                                              | Versenyszám  | Ellenfél Idő    | Saját idő | Hely.     | Ellenfél Idő | Saját idő   | Hely.       | Ellenfél Idő | Saját idő | Hely.    | Ellenfél Idő | Saját idő | Helyezés    |
| ------------------------------------------------------ | ------------ | --------------- | --------- | --------- | ------------ | ----------- | ----------- | ------------ | --------- | -------- | ------------ | --------- | ----------- |
| Dick Cortright Charles Hewett Robert Pfarr James Rossi | Férfi csapat | Ellenfél nélkül | 4:49,92   | 1.        | kiesett      | kiesett     | kiesett     | kiesett      | kiesett   | kiesett  | kiesett      | kiesett   | helyezetlen |

## Kosárlabda
| Amerikai férfi kosárlabdacsapat-játékoskeret                                                       | Amerikai férfi kosárlabdacsapat-játékoskeret                                             |
| -------------------------------------------------------------------------------------------------- | ---------------------------------------------------------------------------------------- |
| - Jay Arnette - Walt Bellamy - Bob Boozer - Terry Dischinger - Burdette Haldorson - Darrall Imhoff | - Allen Kelley - Lester Lane - Jerry Lucas - Oscar Robertson - Adrian Smith - Jerry West |

### Eredmények
Csoportkör
A csoport
| Csapat                 | M | Gy | V | P+  | P–  | Pk   |
| ---------------------- | - | -- | - | --- | --- | ---- |
| Egyesült Államok (USA) | 3 | 3  | 0 | 320 | 183 | +137 |
| Olaszország (ITA)      | 3 | 2  | 1 | 226 | 247 | –21  |
| Magyarország (HUN)     | 3 | 1  | 2 | 223 | 245 | –22  |
| Japán (JPN)            | 3 | 0  | 3 | 224 | 318 | –94  |

| 1960. augusztus 26. 21:30 | Egyesült Államok (USA) | 88 – 54 | Olaszország (ITA) |  |
| 1960. augusztus 26. 21:30 | (42 – 17)              |         |                   |  |

| 1960. augusztus 27. 16:00 | Egyesült Államok (USA) | 125 – 66 | Japán (JPN) |  |
| 1960. augusztus 27. 16:00 | (65 – 36)              |          |             |  |

| 1960. augusztus 29. 9:00 | Egyesült Államok (USA) | 107 – 63 | Magyarország (HUN) |  |
| 1960. augusztus 29. 9:00 | (48 – 34)              |          |                    |  |

Középdöntő
F csoport
| Csapat                 | M | Gy | V | P+  | P–  | Pk   |
| ---------------------- | - | -- | - | --- | --- | ---- |
| Egyesült Államok (USA) | 3 | 3  | 0 | 293 | 149 | +144 |
| Szovjetunió (URS)      | 3 | 2  | 1 | 232 | 195 | +37  |
| Jugoszlávia (YUG)      | 3 | 1  | 2 | 197 | 275 | –78  |
| Uruguay (URU)          | 3 | 0  | 3 | 186 | 289 | –103 |

| 1960. szeptember 1. 17:30 | Egyesült Államok (USA) | 104 – 42 | Jugoszlávia (YUG) |  |
| 1960. szeptember 1. 17:30 | (63 – 16)              |          |                   |  |

| 1960. szeptember 2. 21:30 | Egyesült Államok (USA) | 108 – 50 | Uruguay (URU) |  |
| 1960. szeptember 2. 21:30 | (65 – 19)              |          |               |  |

| 1960. szeptember 3. 23:00 | Egyesült Államok (USA) | 81 – 57 | Szovjetunió (URS) |  |
| 1960. szeptember 3. 23:00 | (35 – 28)              |         |                   |  |

Döntő csoport
| 1960. szeptember 8. 22:30 | Egyesült Államok (USA) | 112 – 81 | Olaszország (ITA) |  |
| 1960. szeptember 8. 22:30 | (56 – 48)              |          |                   |  |

| 1960. szeptember 10. 22:30 | Egyesült Államok (USA) | 90 – 63 | Brazília (BRA) |  |
| 1960. szeptember 10. 22:30 | (50 – 24)              |         |                |  |

A táblázat tartalmazza a középdöntőben lejátszott Egyesült Államok – Szovjetunió 81–57-es eredményt.
| Csapat                 | M | Gy | V | P+  | P–  | Pk  |
| ---------------------- | - | -- | - | --- | --- | --- |
| Egyesült Államok (USA) | 3 | 3  | 0 | 283 | 201 | +82 |
| Szovjetunió (URS)      | 3 | 2  | 1 | 199 | 213 | –14 |
| Brazília (BRA)         | 3 | 1  | 2 | 203 | 229 | –26 |
| Olaszország (ITA)      | 3 | 0  | 3 | 226 | 268 | –42 |

| Csapat                 | Helyezés |
| ---------------------- | -------- |
| Egyesült Államok (USA) |          |

## Lovaglás
Díjlovaglás
| Versenyző                    | Ló           | Versenyszám | Selejtező | Selejtező | Döntő   | Döntő   | Végeredmény | Végeredmény |
| Versenyző                    | Ló           | Versenyszám | Pont      | Hely.     | Pont    | Hely.   | Pont        | Helyezés    |
| ---------------------------- | ------------ | ----------- | --------- | --------- | ------- | ------- | ----------- | ----------- |
| Patricia Galvin              | Rath Patrick | Egyéni      | 995,0     | 6.        | kiesett | kiesett | 995,0       | 6.          |
| Jessica Newberry-Ransehousen | Forstrat     | Egyéni      | 927,0     | 12.       | kiesett | kiesett | 927,0       | 12.         |

Díjugratás
| Versenyző                                        | Ló                               | Versenyszám | 1. forduló | 1. forduló | 2. forduló | 2. forduló | Összesen | Összesen |
| Versenyző                                        | Ló                               | Versenyszám | Pont       | Hely.      | Pont       | Hely.      | Pont     | Helyezés |
| ------------------------------------------------ | -------------------------------- | ----------- | ---------- | ---------- | ---------- | ---------- | -------- | -------- |
| George H. Morris                                 | Sinjon                           | Egyéni      | 12,00      | =5.        | 12,00      | =4.        | 24,00    | 4.       |
| William Steinkraus                               | Riviera Wonder                   | Egyéni      | 24,00      | =27.       | 13,50      | 10.        | 37,50    | =15.     |
| Hugh Wiley                                       | Master William                   | Egyéni      | 12,00      | =5.        | 16,00      | =12.       | 28,00    | =7.      |
| Frank Chapot George H. Morris William Steinkraus | Trail Guide Sinjon Ksar d'Esprit | Csapat      | 29,00      | 2.         | 37,00      | 3.         | 66,00    |          |

Lovastusa
| Versenyző                                            | Ló                                          | Versenyszám | Díjlovaglás | Díjlovaglás | Tereplovaglás | Tereplovaglás | Díjugratás | Díjugratás | Végeredmény | Végeredmény |
| Versenyző                                            | Ló                                          | Versenyszám | Bünt.       | Hely.       | Bünt.         | Hely.         | Bünt.      | Hely.      | Bünt.       | Helyezés    |
| ---------------------------------------------------- | ------------------------------------------- | ----------- | ----------- | ----------- | ------------- | ------------- | ---------- | ---------- | ----------- | ----------- |
| David Lurie                                          | Sea Tiger                                   | Egyéni      | -142,00     | =52.        | kizárták      | kizárták      | kiesett    | kiesett    | kiesett     | kiesett     |
| Michael Page                                         | Grasshopper                                 | Egyéni      | -137,50     | 45.         | -24,80        | =20.          | -10,00     | =13.       | -172,30     | 17.         |
| Michael Plumb                                        | Markham                                     | Egyéni      | -120,51     | 26.         | -29,20        | 22.           | -3,25      | =11.       | -152,96     | 15.         |
| Walter Staley                                        | Fleet Captain                               | Egyéni      | -146,01     | 56.         | kizárták      | kizárták      | kiesett    | kiesett    | kiesett     | kiesett     |
| David Lurie Michael Page Michael Plumb Walter Staley | Sea Tiger Grasshopper Markham Fleet Captain | Csapat      | -400,01     | 14.         | nem ért célba | nem ért célba | kiesett    | kiesett    | kiesett     | kiesett     |

## Műugrás
Férfi
| Versenyző      | Versenyszám        | Selejtező | Selejtező | Elődöntő | Elődöntő | Elődöntő | Döntő | Döntő  | Döntő    |
| Versenyző      | Versenyszám        | Pont      | Helyezés  | Pont     | Össz.    | Helyezés | Pont  | Össz.  | Helyezés |
| -------------- | ------------------ | --------- | --------- | -------- | -------- | -------- | ----- | ------ | -------- |
| Samuel Hall    | Egyéni műugrás     | 62,16     | 1.        | 45,33    | 107,49   | 1.       | 59,59 | 167,08 |          |
| Gary Tobian    | Egyéni műugrás     | 62,03     | 2.        | 45,30    | 107,33   | 2.       | 62,67 | 170,00 |          |
| Gary Tobian    | Egyéni toronyugrás | 54,10     | 4.        | 51,98    | 106,08   | 1.       | 59,17 | 165,25 |          |
| Robert Webster | Egyéni toronyugrás | 52,21     | 9.        | 47,51    | 99,72    | 3.       | 65,84 | 165,56 |          |

Női
| Versenyző             | Versenyszám        | Selejtező | Selejtező | Elődöntő | Elődöntő | Elődöntő | Döntő | Döntő  | Döntő    |
| Versenyző             | Versenyszám        | Pont      | Helyezés  | Pont     | Össz.    | Helyezés | Pont  | Össz.  | Helyezés |
| --------------------- | ------------------ | --------- | --------- | -------- | -------- | -------- | ----- | ------ | -------- |
| Mary Willard          | Egyéni műugrás     | 50,64     | 8.        | 38,14    | 88,78    | 7.       | 49,04 | 137,82 | 4.       |
| Paula Jean Myers-Pope | Egyéni műugrás     | 52,67     | 2.        | 37,35    | 90,02    | 4.       | 51,22 | 141,24 |          |
| Paula Jean Myers-Pope | Egyéni toronyugrás | 54,70     | 2.        |          |          |          | 34,24 | 88,94  |          |
| Juno Stover-Irwin     | Egyéni toronyugrás | 51,90     | 6.        |          |          |          | 31,69 | 83,59  | 4.       |

## Ökölvívás
| Versenyző        | Versenyszám   | Selejtező                 | 32-es főtábla                       | Nyolcaddöntő                  | Negyeddöntő                       | Elődöntő                    | Döntő                              | Helyezés |
| Versenyző        | Versenyszám   | Ellenfél Eredmény         | Ellenfél Eredmény                   | Ellenfél Eredmény             | Ellenfél Eredmény                 | Ellenfél Eredmény           | Ellenfél Eredmény                  | Helyezés |
| ---------------- | ------------- | ------------------------- | ----------------------------------- | ----------------------------- | --------------------------------- | --------------------------- | ---------------------------------- | -------- |
| Humberto Barrera | Légsúly       | erőnyerő                  | Villy Bækgaard Andersen (DEN) · 4-1 | Hla Nyunt (BIR) · 3-2         | Abdel Moneim El-Gindy (RAU) · 1-4 | kiesett                     | kiesett                            | 5.       |
| Jerry Armstrong  | Harmatsúly    | Stoyan Petkov (BUL) · 5-0 | Gang Chun-Won (KOR) · 4-1           | Patrick Kenny (IRL) · 3-2     | Primo Zamparini (ITA) · 1-4       | kiesett                     | kiesett                            | 5.       |
| Nick Spanakos    | Pehelysúly    |                           | Boris Nikonorov (URS) · 0-5         | kiesett                       | kiesett                           | kiesett                     | kiesett                            | 17.      |
| Harry Campbell   | Könnyűsúly    | erőnyerő                  | Mario Romero (VEN) · 4-1            | Lee Gwang-Ju (KOR) · KO       | Sandro Lopopolo (ITA) · 1-4       | kiesett                     | kiesett                            | 5.       |
| Quincy Daniels   | Kisváltósúly  | erőnyerő                  | Aleksandar Mitsev (BUL) · 5-0       | Bobby Kelsey (GBR) · 4-1      | Sayed El-Nahas (RAU) · 5-0        | Bohumil Němeček (TCH) · 0-5 | kiesett                            |          |
| Phil Baldwin     | Váltósúly     | erőnyerő                  | René Grün (LUX) · KO                | Max Meier (SUI) · 5-0         | James Lloyd (GBR) · 2-3           | kiesett                     | kiesett                            | 5.       |
| Wilbert McClure  | Nagyváltósúly |                           | erőnyerő                            | Frank Nyangweso (UGA) · 5-0   | Celedonio Lima (ARG) · 3-2        | Borisz Lagutyin (URS) · 3-2 | Carmelo Bossi (ITA) · 4-1          |          |
| Edward Crook     | Középsúly     |                           | Fidel Odremán (VEN) · RSC           | Peter P. Odhiambo (UGA) · 4-1 | Chang Lo-Pu (ROC) · KO            | Ion Monea (ROU) · KO        | Tadeusz Walasek (POL) · 3-2        |          |
| Cassius Clay     | Félnehézsúly  |                           | erőnyerő                            | Yvon Becaus (BEL) · RSC       | Gennagyij Satkov (URS) · 5-0      | Tony Madigan (AUS) · 5-0    | Zbigniew Pietrzykowski (POL) · 5-0 |          |
| Percy Price Jr.  | Nehézsúly     |                           | erőnyerő                            | Ron Taylor (AUS) · KO         | Josef Němec (TCH) · 1-4           | kiesett                     | kiesett                            | 5.       |

## Öttusa
| Versenyző                               | Versenyszám | Lovaglás | Lovaglás | Lovaglás | Lovaglás | Vívás    | Vívás | Vívás | Lövészet | Lövészet | Lövészet | Úszás  | Úszás | Úszás | Futás   | Futás | Futás | Összesen    | Összesen |
| Versenyző                               | Versenyszám | Idő      | Bünt.    | Pont     | Hely.    | Eredmény | Pont  | Hely. | Pontszám | Pont     | Hely.    | Idő    | Pont  | Hely. | Idő     | Pont  | Hely. | Összes pont | Helyezés |
| --------------------------------------- | ----------- | -------- | -------- | -------- | -------- | -------- | ----- | ----- | -------- | -------- | -------- | ------ | ----- | ----- | ------- | ----- | ----- | ----------- | -------- |
| Robert Beck                             | Egyéni      | 8:27,0   | 60       | 1039     | 20.      | 42–15    | 977   | 2.    | 192      | 940      | 3.       | 3:58,3 | 1010  | 4.    | 14:55,5 | 1015  | 24.   | 4981        |          |
| Jack Daniels                            | Egyéni      | 8:52,1   | 0        | 1024     | 27.      | 34–23    | 793   | 12.   | 190      | 900      | 5.       | 3:57,0 | 1015  | 3.    | 15:05,0 | 985   | 26.   | 4717        | 8.       |
| George Lambert                          | Egyéni      | 8:05,0   | 0        | 1165     | 2.       | 29–28    | 678   | 29.   | 182      | 740      | 37.      | 4:05,9 | 975   | 9.    | 15:06,0 | 982   | 27.   | 4540        | 18.      |
| Robert Beck Jack Daniels George Lambert | Csapat      |          |          | 3228     | 4.       |          | 2402  | 3.    |          | 2580     | 2.       |        | 3000  | 1.    |         | 2982  | 7.    | 14192       |          |

## Sportlövészet
Férfi
| Versenyző        | Versenyszám                    | Selejtező | Selejtező | Selejtező | Döntő     | Döntő    |
| Versenyző        | Versenyszám                    | Csoport   | Pont      | Helyezés  | Pont      | Helyezés |
| ---------------- | ------------------------------ | --------- | --------- | --------- | --------- | -------- |
| William McMillan | Gyorstüzelő pisztoly           |           |           |           | 587+(147) |          |
| Laurence Mosely  | Gyorstüzelő pisztoly           |           |           |           | 577       | 16.      |
| John Hurst       | Szabadpisztoly                 | B         | 350       | 10.       | 538       | 17.      |
| Nelson Lincoln   | Szabadpisztoly                 | A         | 360       | 4.        | 543       | 9.       |
| John Foster      | Szabadpuska, összetett (300 m) | B         | 562       | 4.        | 1121      | 7.       |
| Daniel Puckel    | Szabadpuska, összetett (300 m) | A         | 566       | 3.        | 1114      | 10.      |
| Daniel Puckel    | Sportpuska, összetett          | B         | 560       | 5.        | 1136      | 7.       |
| Daniel Puckel    | Sportpuska, fekvő              | A         | 387       | 10.       | 585       | 7.       |
| James Enoc Hill  | Sportpuska, fekvő              | B         | 390       | 4.        | 589       |          |
| James Enoc Hill  | Sportpuska, összetett          | A         | 561       | 4.        | 1115      | 24.      |
| James Clark      | Trap                           |           | 90        | =14.      | 188       | 4.       |
| Arnold Riegger   | Trap                           |           | 87        | =27.      | 168       | 30.      |

## Súlyemelés
| Versenyző          | Versenyszám | Nyomás   | Nyomás   | Szakítás | Szakítás | Lökés    | Lökés    | Összesen | Helyezés |
| Versenyző          | Versenyszám | Eredmény | Helyezés | Eredmény | Helyezés | Eredmény | Helyezés | Összesen | Helyezés |
| ------------------ | ----------- | -------- | -------- | -------- | -------- | -------- | -------- | -------- | -------- |
| Charles Vinci      | 56 kg       | 105,0    | 1.       | 107,5    | 1.       | 132,5    | =2.      | 345,0    |          |
| Isaac Berger       | 60 kg       | 117,5    | 2.       | 105,0    | =3.      | 140,0    | =2.      | 362,5    |          |
| Tommy Kono         | 75 kg       | 140,0    | 1.       | 127,5    | 2.       | 160,0    | 2.       | 427,5    |          |
| James George       | 82,5 kg     | 132,5    | 1.       | 132,5    | =1.      | 165,0    | 4.       | 430,0    |          |
| John Pulskamp      | 90 kg       | 140,0    | 3.       | 125,0    | =7.      | 167,5    | 4.       | 432,5    | 4.       |
| James Bradford     | +90 kg      | 180,0    | =1.      | 150,0    | =2.      | 182,5    | 2.       | 512,5    |          |
| Norbert Schemansky | +90 kg      | 170,0    | 3.       | 150,0    | =2.      | 180,0    | 3.       | 500,0    |          |

## Torna
Férfi
| Versenyző                                                                    | Versenyszám      | Selejtező | Selejtező | Döntő    | Döntő    |
| Versenyző                                                                    | Versenyszám      | Pontszám  | Helyezés  | Pontszám | Helyezés |
| ---------------------------------------------------------------------------- | ---------------- | --------- | --------- | -------- | -------- |
| Larry Banner                                                                 | Talaj            | 18,30     | =39.      | kiesett  | kiesett  |
| Larry Banner                                                                 | Ugrás            | 18,35     | =28.      | kiesett  | kiesett  |
| Larry Banner                                                                 | Korlát           | 18,10     | =60.      | kiesett  | kiesett  |
| Larry Banner                                                                 | Nyújtó           | 18,50     | =38.      | kiesett  | kiesett  |
| Larry Banner                                                                 | Gyűrű            | 18,80     | =21.      | kiesett  | kiesett  |
| Larry Banner                                                                 | Lólengés         | 19,00     | =8.       | kiesett  | kiesett  |
| Larry Banner                                                                 | Egyéni összetett |           |           | 111,05   | =21.     |
| Jack Beckner                                                                 | Talaj            | 18,35     | =35.      | kiesett  | kiesett  |
| Jack Beckner                                                                 | Ugrás            | 18,10     | =46.      | kiesett  | kiesett  |
| Jack Beckner                                                                 | Korlát           | 18,70     | =26.      | kiesett  | kiesett  |
| Jack Beckner                                                                 | Nyújtó           | 18,75     | =22.      | kiesett  | kiesett  |
| Jack Beckner                                                                 | Gyűrű            | 18,25     | =55.      | kiesett  | kiesett  |
| Jack Beckner                                                                 | Lólengés         | 18,70     | =18.      | kiesett  | kiesett  |
| Jack Beckner                                                                 | Egyéni összetett |           |           | 110,85   | 25.      |
| Abie Grossfeld                                                               | Talaj            | 18,30     | =39.      | kiesett  | kiesett  |
| Abie Grossfeld                                                               | Ugrás            | 17,85     | =63.      | kiesett  | kiesett  |
| Abie Grossfeld                                                               | Korlát           | 18,45     | =37.      | kiesett  | kiesett  |
| Abie Grossfeld                                                               | Nyújtó           | 18,95     | 15.       | kiesett  | kiesett  |
| Abie Grossfeld                                                               | Gyűrű            | 18,75     | =25.      | kiesett  | kiesett  |
| Abie Grossfeld                                                               | Lólengés         | 17,75     | 76.       | kiesett  | kiesett  |
| Abie Grossfeld                                                               | Egyéni összetett |           |           | 110,05   | 36.      |
| Gar O'Quinn                                                                  | Talaj            | 18,30     | =39.      | kiesett  | kiesett  |
| Gar O'Quinn                                                                  | Ugrás            | 17,90     | =61.      | kiesett  | kiesett  |
| Gar O'Quinn                                                                  | Korlát           | 18,30     | =50.      | kiesett  | kiesett  |
| Gar O'Quinn                                                                  | Nyújtó           | 18,15     | =61.      | kiesett  | kiesett  |
| Gar O'Quinn                                                                  | Gyűrű            | 17,60     | =88.      | kiesett  | kiesett  |
| Gar O'Quinn                                                                  | Lólengés         | 18,75     | =15.      | kiesett  | kiesett  |
| Gar O'Quinn                                                                  | Egyéni összetett |           |           | 109,00   | 53.      |
| Fred Orlofsky                                                                | Talaj            | 17,90     | =75.      | kiesett  | kiesett  |
| Fred Orlofsky                                                                | Ugrás            | 18,55     | =17.      | kiesett  | kiesett  |
| Fred Orlofsky                                                                | Korlát           | 18,45     | =37.      | kiesett  | kiesett  |
| Fred Orlofsky                                                                | Nyújtó           | 17,45     | =91.      | kiesett  | kiesett  |
| Fred Orlofsky                                                                | Gyűrű            | 18,60     | =36.      | kiesett  | kiesett  |
| Fred Orlofsky                                                                | Lólengés         | 18,50     | =33.      | kiesett  | kiesett  |
| Fred Orlofsky                                                                | Egyéni összetett |           |           | 109,45   | 44.      |
| Don Tonry                                                                    | Talaj            | 18,50     | =26.      | kiesett  | kiesett  |
| Don Tonry                                                                    | Ugrás            | 18,45     | =20.      | kiesett  | kiesett  |
| Don Tonry                                                                    | Korlát           | 18,45     | =37.      | kiesett  | kiesett  |
| Don Tonry                                                                    | Nyújtó           | 18,55     | =33.      | kiesett  | kiesett  |
| Don Tonry                                                                    | Gyűrű            | 18,20     | =59.      | kiesett  | kiesett  |
| Don Tonry                                                                    | Lólengés         | 18,60     | =26.      | kiesett  | kiesett  |
| Don Tonry                                                                    | Egyéni összetett |           |           | 110,75   | 27.      |
| Larry Banner Jack Beckner Abie Grossfeld Gar O'Quinn Fred Orlofsky Don Tonry | Csapat összetett |           |           | 555,20   | 5.       |

Női
| Versenyző                                                                                               | Versenyszám      | Selejtező | Selejtező | Döntő    | Döntő    |
| Versenyző                                                                                               | Versenyszám      | Pontszám  | Helyezés  | Pontszám | Helyezés |
| --- | ---------------- | --------- | --------- | -------- | -------- |
| Muriel Davis-Grossfeld                                                                                  | Talaj            | 18,866    | 19.       | kiesett  | kiesett  |
| Muriel Davis-Grossfeld                                                                                  | Ugrás            | 17,200    | =69.      | kiesett  | kiesett  |
| Muriel Davis-Grossfeld                                                                                  | Felemás korlát   | 16,966    | =91.      | kiesett  | kiesett  |
| Muriel Davis-Grossfeld                                                                                  | Gerenda          | 17,100    | 66.       | kiesett  | kiesett  |
| Muriel Davis-Grossfeld                                                                                  | Egyéni összetett |           |           | 70,132   | 70.      |
| Doris Fuchs                                                                                             | Talaj            | 18,066    | =68.      | kiesett  | kiesett  |
| Doris Fuchs                                                                                             | Ugrás            | 17,966    | 39.       | kiesett  | kiesett  |
| Doris Fuchs                                                                                             | Felemás korlát   | 19,000    | 8.        | kiesett  | kiesett  |
| Doris Fuchs                                                                                             | Gerenda          | 17,466    | =55.      | kiesett  | kiesett  |
| Doris Fuchs                                                                                             | Egyéni összetett |           |           | 72,498   | 39.      |
| Betty-Jean Maycock                                                                                      | Talaj            | 18,199    | =61.      | kiesett  | kiesett  |
| Betty-Jean Maycock                                                                                      | Ugrás            | 17,833    | 51.       | kiesett  | kiesett  |
| Betty-Jean Maycock                                                                                      | Felemás korlát   | 18,132    | 50.       | kiesett  | kiesett  |
| Betty-Jean Maycock                                                                                      | Gerenda          | 17,766    | 49.       | kiesett  | kiesett  |
| Betty-Jean Maycock                                                                                      | Egyéni összetett |           |           | 71,930   | 51.      |
| Teri Montefusco                                                                                         | Talaj            | 18,266    | =54.      | kiesett  | kiesett  |
| Teri Montefusco                                                                                         | Ugrás            | 17,566    | =55.      | kiesett  | kiesett  |
| Teri Montefusco                                                                                         | Felemás korlát   | 17,832    | 65.       | kiesett  | kiesett  |
| Teri Montefusco                                                                                         | Gerenda          | 17,699    | =50.      | kiesett  | kiesett  |
| Teri Montefusco                                                                                         | Egyéni összetett |           |           | 71,363   | 58.      |
| Sharon Richardson                                                                                       | Talaj            | 18,333    | 51.       | kiesett  | kiesett  |
| Sharon Richardson                                                                                       | Ugrás            | 18,533    | 9.        | kiesett  | kiesett  |
| Sharon Richardson                                                                                       | Felemás korlát   | 17,666    | 71.       | kiesett  | kiesett  |
| Sharon Richardson                                                                                       | Gerenda          | 17,599    | 53.       | kiesett  | kiesett  |
| Sharon Richardson                                                                                       | Egyéni összetett |           |           | 72,131   | 44.      |
| Gail Sontgerath                                                                                         | Talaj            | 18,666    | =28.      | kiesett  | kiesett  |
| Gail Sontgerath                                                                                         | Ugrás            | 18,132    | =26.      | kiesett  | kiesett  |
| Gail Sontgerath                                                                                         | Felemás korlát   | 17,966    | =58.      | kiesett  | kiesett  |
| Gail Sontgerath                                                                                         | Gerenda          | 18,333    | =21.      | kiesett  | kiesett  |
| Gail Sontgerath                                                                                         | Egyéni összetett |           |           | 73,097   | 28.      |
| Muriel Davis-Grossfeld Doris Fuchs Betty-Jean Maycock Teri Montefusco Sharon Richardson Gail Sontgerath | Csapat összetett |           |           | 363,053  | 9.       |

## Úszás
Férfi
| Versenyző                                                                                          | Versenyszám            | Előfutam | Előfutam | Előfutam | Elődöntő | Elődöntő | Elődöntő | Döntő   | Döntő    |
| Versenyző                                                                                          | Versenyszám            | Idő      | Hely.    | Össz.    | Idő      | Hely.    | Össz.    | Idő     | Helyezés |
| -------------------------------------------------------------------------------------------------- | ---------------------- | -------- | -------- | -------- | -------- | -------- | -------- | ------- | -------- |
| Bruce Hunter                                                                                       | 100 m gyors            | 56,6     | 1.       | 7.       | 55,7     | 2.       | 2.       | 55,6    | 4.       |
| Lance Larson                                                                                       | 100 m gyors            | 55,7     | 1.       | 1.       | 55,5     | 1.       | 1.       | 55,2    |          |
| Gene Lenz                                                                                          | 400 m gyors            | 4:29,2   | 2.       | 8.       |          |          |          | 4:26,8  | 7.       |
| Alan Somers                                                                                        | 400 m gyors            | 4:19,2   | 1.       | 1.       |          |          |          | 4:22,0  | 5.       |
| Alan Somers                                                                                        | 1500 m gyors           | 17:54,1  | 1.       | 5.       |          |          |          | 18:02,8 | 7.       |
| George Breen                                                                                       | 1500 m gyors           | 17:55,9  | 1.       | 7.       |          |          |          | 17:30,6 |          |
| Robert Bennett                                                                                     | 100 m hát              | 1:02,0   | 1.       | 1.       | 1:03,7   | 3.       | 3.       | 1:02,3  |          |
| Frank McKinney                                                                                     | 100 m hát              | 1:02,4   | 1.       | 2.       | 1:03,8   | 1.       | 4.*      | 1:02,1  |          |
| Paul Hait                                                                                          | 200 m mell             | 2:40,8   | 1.       | 5.       | 2:39,6   | 3.       | 6.       | 2:41,4  | 8.       |
| William Mulliken                                                                                   | 200 m mell             | 2:38,0   | 1.       | 1.       | 2:37,2   | 1.       | 1.       | 2:37,4  |          |
| David Gillanders                                                                                   | 200 m pillangó         | 2:16,2   | 1.       | 2.       | 2:18,7   | 1.       | 2.       | 2:15,3  |          |
| Michael Troy                                                                                       | 200 m pillangó         | 2:15,5   | 1.       | 1.       | 2:18,0   | 1.       | 1.       | 2:12,8  |          |
| George Harrison Richard Blick Michael Troy Jeffrey Farrell William Darnton Tom Winters Steve Clark | 4 × 200 m gyorsváltó   | 8:18,0   | 1.       | 2.       |          |          |          | 8:10,2  |          |
| Frank McKinney Paul Hait Lance Larson Jeffrey Farrell Robert Bennett David Gillanders Steve Clark  | 4 × 100 m vegyes váltó | 4:08,2   | 1.       | 1.       |          |          |          | 4:15,4  |          |

Női
| Versenyző | Versenyszám            | Előfutam | Előfutam | Előfutam | Elődöntő | Elődöntő | Elődöntő | Döntő         | Döntő         |
| Versenyző | Versenyszám            | Idő      | Hely.    | Össz.    | Idő      | Hely.    | Össz.    | Idő           | Helyezés      |
| --- | ---------------------- | -------- | -------- | -------- | -------- | -------- | -------- | ------------- | ------------- |
| Carolyn Schuler | 100 m pillangó         | 1:09,8   | 1.       | 1.       |          |          |          | 1:09,5        |               |
| Carolyn Wood | 100 m pillangó         | 1:11,1   | 1.       | 4.       |          |          |          | nem ért célba | nem ért célba |
| Carolyn Wood | 100 m gyors            | 1:04,3   | 2.       | 6.       | 1:04,2   | 4.       | 7.       | 1:03,4        | 4.            |
| Christine von Saltza                                                                                                 | 100 m gyors            | 1:01,9   | 1.       | 1.       | 1:02,5   | 1.       | 2.       | 1:02,8        |               |
| Christine von Saltza                                                                                                 | 400 m gyors            | 4:53,6   | 1.       | 1.       |          |          |          | 4:50,6        |               |
| Carolyn House | 400 m gyors            | 5:00,7   | 4.       | 10.      |          |          |          | kiesett       | kiesett       |
| Lynn Burke | 100 m hát              | 1:09,4   | 1.       | 1.       |          |          |          | 1:09,3        |               |
| Nina Harmer | 100 m hát              | 1:13,8   | 3.       | 15.*     |          |          |          | kiesett       | kiesett       |
| Patty Kempner | 200 m mell             | 2:55,5   | 3.       | 6.       |          |          |          | 2:55,5        | 7.            |
| Anne Warner | 200 m mell             | 2:56,3   | 2.       | 8.       |          |          |          | 2:55,4        | 6.            |
| Joan Spillane Shirley Stobs Carolyn Wood Christine von Saltza Donna de Varona Susan Doerr Sylvia Ruuska Molly Botkin | 4 × 100 m gyorsváltó   | 4:18,9   | 1.       | 2.       |          |          |          | 4:08,9        |               |
| Lynn Burke Patty Kempner Carolyn Schuler Christine von Saltza Anne Warner Carolyn Wood Joan Spillane                 | 4 × 100 m vegyes váltó | 4:49,3   | 2.       | 3.       |          |          |          | 4:41,1        |               |

* - egy másik versenyzővel azonos időt ért el

## Vitorlázás
Nyílt
| Versenyző                                  | Versenyszám     | Futam | Futam | Futam | Futam | Futam | Futam | Futam | Pontszám | Helyezés |
| Versenyző                                  | Versenyszám     | 1     | 2     | 3     | 4     | 5     | 6     | 7     | Pontszám | Helyezés |
| ------------------------------------------ | --------------- | ----- | ----- | ----- | ----- | ----- | ----- | ----- | -------- | -------- |
| Peter Barrett                              | Finn dingi      | (101) | 415   | 800   | 604   | 867   | 344   | 946   | 3976     | 11.      |
| Robert Halperin William Parks              | Csillaghajó     | (562) | 671   | 914   | 1039  | 1215  | 914   | 1516  | 6269     |          |
| Harry Sindle Robert Wood                   | Repülő hollandi | (101) | 814   | 416   | 592   | 161   | 362   | 337   | 2682     | 19.      |
| James Hunt George O'Day David Smith        | 5,5 méteres     | 1079  | 778   | 1380  | 903   | 1380  | (535) | 1380  | 6900     |          |
| Claude Kohler Allen McClure Gene Walet III | Sárkányhajó     | 687   | 754   | 386   | 532   | (302) | 930   | 453   | 3742     | 10.      |

## Vívás
Férfi
| Versenyző                                                                                 | Versenyszám       | Csoportkör | Csoportkör       | Csoportkör | Csoportkör       | Csoportkör | Csoportkör  | Csoportkör | Csoportkör | Csoportkör | Csoportkör       | Helyezés    |
| Versenyző                                                                                 | Versenyszám       | 1. kör | 1. kör           | 2. kör | 2. kör           | Negyeddöntő | Negyeddöntő | Elődöntő | Elődöntő   | Döntő | Döntő            | Helyezés    |
| Versenyző                                                                                 | Versenyszám       | Ellenfél Eredmény | Hely.            | Ellenfél Eredmény | Hely.            | Ellenfél Eredmény | Hely.       | Ellenfél Eredmény | Hely.      | Ellenfél Eredmény | Hely.            | Helyezés    |
| ----------------------------------------------------------------------------------------- | ----------------- | --- | ---------------- | --- | ---------------- | --- | ----------- | --- | ---------- | --- | ---------------- | ----------- |
| Albert Axelrod                                                                            | Tőr, egyéni       | 10. csoport · Jaime Duque (COL) · 5-2 · Claudio Polledri (SUI) · 5-2 · Abderraouf El-Fassy (MAR) · 5-2 · Eberhard Mehl (EUA) · 1-5 · Ryszard Parulski (POL) · 1-5                                                                         | 3.               | 1. csoport · Jesús Gruber (VEN) · 5-1 · Joaquín Moya (ESP) · 5-4 · Kamuti László (HUN) · 5-2 · Jean-Claude Magnan (FRA) · 3-5 · Bill Hoskyns (GBR) · nem vívtak                                                                                         | 3.               | 4. csoport · Fülöp Mihály (HUN) · 5-3 · Tănase Mureșanu (ROU) · 5-4 · Jean-Claude Magnan (FRA) · 5-1 · Allan Jay (GBR) · 5-3 · Eberhard Mehl (EUA) · 4-5                  | 1.          | 1. csoport · Christian d’Oriola (FRA) · 5-2 · Fülöp Mihály (HUN) · 5-1 · Ryszard Parulski (POL) · 5-3 · Witold Woyda (POL) · 1-5 · Viktor Zsdanovics (URS) · 3-5 | 1.         | Döntő csoport · Witold Woyda (POL) · 5-3 · Mark Midler (URS) · 5-2 · Christian d’Oriola (FRA) · 5-4 · Viktor Zsdanovics (URS) · 2-5 · Jurij Sziszikin (URS) · 2-5 · Bill Hoskyns (GBR) · 4-5 · Roger Closset (FRA) · nem vívtak · Rájátszás: 3.-5. helyért · Witold Woyda (POL) · 5-4 · Mark Midler (URS) · 5-3 | 3. Rájátszás: 1. |             |
| Eugene Glazer                                                                             | Tőr, egyéni       | 4. csoport · Luis García (VEN) · 5-1 · Gilbert Orengo (MON) · 5-1 · Jesús Díez (ESP) · 5-4 · Göran Abrahamsson (SWE) · 5-3 · Janusz Różycki (POL) · 4-5 · Kamuti Jenő (HUN) · 1-5                                                         | 3.               | 6. csoport · Roger Closset (FRA) · 5-1 · Allan Jay (GBR) · 5-4 · Kamuti Jenő (HUN) · 3-5 · Attila Csipler (ROU) · 4-5 · Funamizu Micujuki (JPN) · 1-5 · Rájátszás: · Allan Jay (GBR) · 5-2 · Funamizu Micujuki (JPN) · 5-4 · Attila Csipler (ROU) · 0-5 | 4. Rájátszás: 2. | 2. csoport · Jürgen Brecht (EUA) · 5-3 · Ryszard Parulski (POL) · 2-5 · Mark Midler (URS) · 1-5 · Christian d’Oriola (FRA) · 4-5 · Luigi Carpaneda (ITA) · 1-5            | 5.          | kiesett | kiesett    | kiesett | kiesett          | helyezetlen |
| Joseph Paletta Jr.                                                                        | Tőr, egyéni       | 1. csoport · Mark Midler (URS) · 5-4 · Michel Steininger (SUI) · 5-3 · Ahmed El-Husseini (RAU) · 5-3 · Funamizu Micujuki (JPN) · 0-5 · Orlando Azinhais (POR) · 4-5                                                                       | 3.               | 3. csoport · Fülöp Mihály (HUN) · 5-4 · Eberhard Mehl (EUA) · 4-5 · Viktor Zsdanovics (URS) · 0-5 · André Verhalle (BEL) · 0-5 · Raúl Cicero (MEX) · nem vívtak                                                                                         | 5.               | kiesett | kiesett     | kiesett | kiesett    | kiesett | kiesett          | helyezetlen |
| James Margolis                                                                            | Párbajtőr, egyéni | 10. csoport · Wiesław Glos (POL) · 5-1 · Norbert Brami (TUN) · 5-2 · José de Albuquerque (POR) · 5-3 · Tsugeo Ozawa (JPN) · 5-2 · Adalbert Gurath Jr. (ROU) · 1-5 · Eddi Gutenkauf (LUX) · 4-5 · Rájátszás: · Wiesław Glos (POL) · 3-5    | 4.               | kiesett | kiesett          | kiesett | kiesett     | kiesett | kiesett    | kiesett | kiesett          | helyezetlen |
| David Micahnik                                                                            | Párbajtőr, egyéni | 3. csoport · Tabucsi Kazuhiko (JPN) · 5-1 · Alberto Pellegrino (ITA) · 5-3 · Raúl Martínez (ARG) · 5-2 · Abderrahman Sebti (MAR) · 5-0 · George Carpenter (IRL) · 2-5 · Claudio Polledri (SUI) · 1-5                                      | 3.               | 1. csoport · José Ferreira (POR) · 6-5 · Georg Neuber (EUA) · 2-5 · Jacques Guittet (FRA) · 1-5 · Giovanni Battista Breda (ITA) · 2-5 · Allan Jay (GBR) · 3-5                                                                                           | 6.               | kiesett | kiesett     | kiesett | kiesett    | kiesett | kiesett          | helyezetlen |
| Ralph Spinella                                                                            | Párbajtőr, egyéni | 5. csoport · Paul Gnaier (EUA) · 5-4 · Kalevi Pakarinen (FIN) · 5-4 · Giuseppe Delfino (ITA) · 3-5 · François Dehez (BEL) · 1-5 · Leif Klette (NOR) · 2-5 · Rájátszás: · François Dehez (BEL) · 4-5 · Kalevi Pakarinen (FIN) · nem vívtak | 4. Rájátszás: 2. | kiesett | kiesett          | kiesett | kiesett     | kiesett | kiesett    | kiesett | kiesett          | helyezetlen |
| Michael D'Asaro Sr.                                                                       | Kard, egyéni      | 9. csoport · Emeric Arus (ROU) · 5-4 · Gustave Ballister (BEL) · 5-3 · Michael Ron (ISR) · 5-0 · Mohamed Ben Joullon (MAR) · 5-3 · Gerevich Aladár (HUN) · 2-5                                                                            | 2.               | 1. csoport · Horváth Zoltán (HUN) · 5-2 · Ladislau Rohony (ROU) · 5-2 · Juan Paladino (URU) · 5-3 · Günther Ulrich (AUT) · 5-1 · Claude Arabo (FRA) · 2-5                                                                                               | 3.               | 4. csoport · Jacques Lefèvre (FRA) · 5-3 · Kárpáti Rudolf (HUN) · 4-5 · Ladislau Rohony (ROU) · 3-5 · Wladimiro Calarese (ITA) · 3-5 · Wilfried Wöhler (EUA) · nem vívtak | 5.          | kiesett | kiesett    | kiesett | kiesett          | helyezetlen |
| Allan Kwartler                                                                            | Kard, egyéni      | 12. csoport · Jacques Lefèvre (FRA) · 5-3 · Funamizu Micujuki (JPN) · 5-1 · Trần Văn Xuan (VIE) · 5-1 · David van Gelder (ISR) · 5-1 · Teodoro Goliardi (URU) · 4-5                                                                       | 1.               | 6. csoport · Ryszard Zub (POL) · 5-4 · Pierluigi Chicca (ITA) · 5-4 · Josef Wanetschek (AUT) · 5-4 · David Tisler (URS) · 1-5 · Marcel Van Der Auwera (BEL) · 3-5                                                                                       | 3.               | 1. csoport · Claude Arabo (FRA) · 0-5 · Jerzy Pawłowski (POL) · 3-5 · David Tisler (URS) · 0-5 · Asen Dyakovski (BUL) · 0-5 · Jürgen Theuerkauff (EUA) · nem vívtak       | 6.          | kiesett | kiesett    | kiesett | kiesett          | helyezetlen |
| Alfonso Morales                                                                           | Kard, egyéni      | 8. csoport · Dumitru Mustață (ROU) · 5-2 · Raoul Barouch (TUN) · 5-2 · Emilio Echeverry (COL) · 5-2 · Roberto Ferrari (ITA) · 4-5 · Ralph Cooperman (GBR) · 4-5 · Rájátszás: · Ralph Cooperman (GBR) · 5-2                                | 3.               | 2. csoport · Wladimiro Calarese (ITA) · 5-3 · José Van Baelen (BEL) · 5-0 · Jacques Roulot (FRA) · 2-5 · Borisz Sztavrev (BUL) · 2-5 · Gerevich Aladár (HUN) · nem vívtak                                                                               | 4.               | 2. csoport · Jakov Rilszkij (URS) · 2-5 · Roberto Ferrari (ITA) · 3-5 · Horváth Zoltán (HUN) · 2-5 · Ryszard Zub (POL) · 3-5 · Marcel Van Der Auwera (BEL) · 3-5          | 6.          | kiesett | kiesett    | kiesett | kiesett          | helyezetlen |
| Albert Axelrod Daniel Bukantz Eugene Glazer Harold Goldsmith Joseph Paletta Jr.           | Tőr, csapat       | 6. csoport · Lengyelország (POL) · 9-4 · Marokkó (MAR) · 16-0 | 1.               | Luxemburg (LUX) · 9-5 |                  | Olaszország (ITA) · 0-9 |             | kiesett |            | kiesett |                  | =5.         |
| Henry Kolowrat Jr. James Margolis David Micahnik Ralph Spinella Roland Wommack            | Párbajtőr, csapat | 1. csoport · Olaszország (ITA) · 2-9 · Portugália (POR) · 10-6 | 2.               | Nagy-Britannia (GBR) · 5-9 |                  | kiesett |             | kiesett |            | kiesett |                  | =9.         |
| Michael D'Asaro Sr. Richard Dyer Allan Kwartler Alfonso Morales Tibor Nyilas George Worth | Kard, csapat      | 6. csoport · Egyesült Német Csapat (EUA) · 9-6 · Marokkó (MAR) · 16-0 | 1.               | Ausztria (AUT) · 9-5 |                  | Szovjetunió (URS) · 8 (65)-8 (68) |             | Lengyelország (POL) · 3-9 |            | Bronzmérkőzés · Olaszország (ITA) · 6-9 |                  | 4.          |

Női
| Versenyző                                                                        | Versenyszám | Csoportkör | Csoportkör       | Csoportkör        | Csoportkör  | Csoportkör        | Csoportkör | Csoportkör        | Csoportkör | Helyezés    |
| Versenyző                                                                        | Versenyszám | 1. kör | 1. kör           | Negyeddöntő       | Negyeddöntő | Elődöntő          | Elődöntő   | Döntő             | Döntő      | Helyezés    |
| Versenyző                                                                        | Versenyszám | Ellenfél Eredmény | Hely.            | Ellenfél Eredmény | Hely.       | Ellenfél Eredmény | Hely.      | Ellenfél Eredmény | Hely.      | Helyezés    |
| -------------------------------------------------------------------------------- | ----------- | --- | ---------------- | ----------------- | ----------- | ----------------- | ---------- | ----------------- | ---------- | ----------- |
| Harriet King                                                                     | Tőr, egyéni | 9. csoport · Helga Mees (EUA) · 4-2 · Danny van Rossem (NED) · 4-1 · Catherine Delbarre (FRA) · 1-4 · Alekszandra Zabelina (URS) · 1-4 · Sioe Gouw Pau (INA) · 3-4 · Gloria Colón (PUR) · 3-4                                                    | 6.               | kiesett           | kiesett     | kiesett           | kiesett    | kiesett           | kiesett    | helyezetlen |
| Evelyn Terhune                                                                   | Tőr, egyéni | 5. csoport · Pilar Roldán (MEX) · 4-3 · Shirley Armstrong (IRL) · 4-1 · Pilar Tosat (ESP) · 4-2 · Valentyina Rasztvorova (URS) · 2-4 · Ecaterina Orb-Lazăr (ROU) · 1-4 · Rájátszás: · Ecaterina Orb-Lazăr (ROU) · 1-4 · Pilar Roldán (MEX) · 1-4 | 4. Rájátszás: 3. | kiesett           | kiesett     | kiesett           | kiesett    | kiesett           | kiesett    | helyezetlen |
| Janice-Lee York-Romary                                                           | Tőr, egyéni | 2. csoport · Sylwia Julito (POL) · 4-0 · Marjatta Moulin (FIN) · 4-2 · Belkis Leal (VEN) · 4-2 · Dömölky Lídia (HUN) · 2-4 · Maria Grötzer (AUT) · 2-4 · Rájátszás: · Maria Grötzer (AUT) · 1-4                                                  | 4.               | kiesett           | kiesett     | kiesett           | kiesett    | kiesett           | kiesett    | helyezetlen |
| Judy Goodrich Harriet King Maxine Mitchell Evelyn Terhune Janice-Lee York-Romary | Tőr, csapat | 4. csoport · Lengyelország (POL) · 8-8 · Franciaország (FRA) · 6-10 | 3.               | kiesett           |             | kiesett           |            | kiesett           |            | =9.         |

## Vízilabda
| Amerikai férfi vízilabdacsapat-játékoskeret                               | Amerikai férfi vízilabdacsapat-játékoskeret                            |
| ------------------------------------------------------------------------- | ---------------------------------------------------------------------- |
| - Chuck Bittick - Marvin Burns - Ron Crawford - Gordie Hall - Robert Horn | - Chick McIlroy - Ronald Severa - Fred Tisue - Ron Volmer - Wally Wolf |

### Eredmények
Csoportkör
D csoport
| Csapat                 | M | Gy | D | V | G+ | G– | Gk  | P |
| ---------------------- | - | -- | - | - | -- | -- | --- | - |
| Magyarország (HUN)     | 3 | 3  | 0 | 0 | 27 | 9  | +18 | 6 |
| Egyesült Államok (USA) | 3 | 2  | 0 | 1 | 17 | 13 | +4  | 4 |
| Franciaország (FRA)    | 3 | 1  | 0 | 2 | 10 | 23 | –13 | 2 |
| Belgium (BEL)          | 3 | 0  | 0 | 3 | 8  | 17 | –9  | 0 |

| 1960. augusztus 26. 22:30 | Magyarország (HUN) | 7 – 2 | Egyesült Államok (USA) |  |
| 1960. augusztus 26. 22:30 | (2 – 1)            |       |                        |  |
| 1960. augusztus 26. 22:30 |                    |       |                        |  |

| 1960. augusztus 27. 21:00 | Egyesült Államok (USA) | 10 – 4 | Franciaország (FRA) |  |
| 1960. augusztus 27. 21:00 | (3 – 2)                |        |                     |  |
| 1960. augusztus 27. 21:00 |                        |        |                     |  |

| 1960. augusztus 29. 10:00 | Egyesült Államok (USA) | 5 – 2 | Belgium (BEL) |  |
| 1960. augusztus 29. 10:00 | (3 – 2)                |       |               |  |
| 1960. augusztus 29. 10:00 |                        |       |               |  |

Középdöntő
2. csoport
A táblázat tartalmazza az D csoportban lejátszott Magyarország – Egyesült Államok 7–2-es eredményt.
| Csapat                 | M | Gy | D | V | G+ | G– | Gk | P |
| ---------------------- | - | -- | - | - | -- | -- | -- | - |
| Jugoszlávia (YUG)      | 3 | 3  | 0 | 0 | 10 | 4  | +6 | 6 |
| Magyarország (HUN)     | 3 | 2  | 0 | 1 | 11 | 5  | +6 | 4 |
| Egyesült Államok (USA) | 3 | 1  | 0 | 2 | 11 | 19 | –8 | 2 |
| Hollandia (NED)        | 3 | 0  | 0 | 3 | 8  | 12 | –4 | 0 |

| 1960. augusztus 31. 12:00 | Jugoszlávia (YUG) | 6 – 2 | Egyesült Államok (USA) |  |
| 1960. augusztus 31. 12:00 | (3 – 1)           |       |                        |  |
| 1960. augusztus 31. 12:00 |                   |       |                        |  |

| 1960. szeptember 1. 22:30 | Egyesült Államok (USA) | 7 – 6 | Hollandia (NED) |  |
| 1960. szeptember 1. 22:30 | (3 – 2)                |       |                 |  |
| 1960. szeptember 1. 22:30 |                        |       |                 |  |

Az 5–8. helyért
| 1960. szeptember 2. 15:00 | Egyesült Német Csapat (EUA) | 4 – 3 | Egyesült Államok (USA) |  |
| 1960. szeptember 2. 15:00 | (2 – 1)                     |       |                        |  |
| 1960. szeptember 2. 15:00 |                             |       |                        |  |

| 1960. szeptember 3. 10:00 | Románia (ROU) | 6 – 4 | Egyesült Államok (USA) |  |
| 1960. szeptember 3. 10:00 | (4 – 1)       |       |                        |  |
| 1960. szeptember 3. 10:00 |               |       |                        |  |

A táblázat tartalmazza a középdöntőben lejátszott Egyesült Államok – Hollandia 7–6-os eredményt.
| Csapat                      | M | Gy | D | V | G+ | G– | Gk | P |
| --------------------------- | - | -- | - | - | -- | -- | -- | - |
| Románia (ROU)               | 3 | 2  | 1 | 0 | 14 | 11 | +3 | 5 |
| Egyesült Német Csapat (EUA) | 3 | 2  | 1 | 0 | 13 | 11 | +2 | 5 |
| Egyesült Államok (USA)      | 3 | 1  | 0 | 2 | 14 | 16 | –2 | 2 |
| Hollandia (NED)             | 3 | 0  | 0 | 3 | 15 | 18 | –3 | 0 |

| Csapat                 | Helyezés |
| ---------------------- | -------- |
| Egyesült Államok (USA) | 7.       |